# Przełęcz u Poloka
Przełęcz u Poloka (613 m) – przełęcz w Beskidzie Żywiecko-Orawskim pomiędzy szczytami Jastrzębicy (758 m) i Waligórki (818 m). Przez przełęcz biegnie lokalna droga, łącząca Juszczynę z Sopotnią Małą – obydwie w województwie śląskim, w powiecie żywieckim. Przez przełęcz i grzbietami sąsiednich szczytów biegnie granica między tymi miejscowościami; stoki zachodnie należą do Juszczyny i spływa wypływa na nich potok Juszczynka, stoki wschodnie należą do Sopotni Małej i wypływa na nich potok Juszczyna.

## Szlaki turystyczne
Żywiec – Trzebinia – przełęcz u Poloka – Sopotnia Mała – Romanka – górska stacja turystyczna „Słowianka” – Bystra
W 2017 roku Babiogórskie Koło PTTK Globtroper wyznaczyło spacerowo-rowerowy szlak turystyczny:
 Juszczyna – Pawlacki Wierch – Jastrzębica – Przełęcz u Poloka – Lachowe Młaki.